# 宜蘭測候所宜蘭飛行場出張所
宜蘭測候所宜蘭飛行場出張所是一座位於臺灣宜蘭縣宜蘭市的建築，為宜蘭測候所（今宜蘭氣象站）附屬設施，今已登錄宜蘭縣歷史建築。

## 沿革
日治後期，宜蘭飛行民用機場於1936年（昭和11年）在金六結建立，基於當時軍事作戰及宜蘭地區地面及航空氣象資料需求，臺灣總督府於昭和10年（1935年）12月6日頒布臺灣總督府第185號令成立宜蘭測候所。並為獲得所需的航空氣象數據及民航業務的不斷增加，測候所於場旁的西鄉堤防處建造了測候所出張所的辦公建築和觀測露場，設施群於1939年（昭和14年）7月17日完工。並自1940年（昭和15年）1月成立「宜蘭測候所宜蘭飛行場出張所」。每日由宜蘭測候所本所派一名觀測員，前往出張所進行三次觀測，包括針對飛機起降資料，進行「風速」與「風向」兩項觀測任務。
隨著1945年第二次世界大戰結束，宜蘭飛行場軍用機場關閉，並結束測候所的高空觀測業務，地面氣象觀測也縮減為每日三次，因此飛行場出張所也暫停觀測業務。戰後，出張所恢復業務，最終於1973年1月結束任務。飛行場出張所轉而作為民居私人使用。

## 建築設計
飛行場出張所的建築包括辦公廳舍和用於觀測的風力塔，兩者同屬一棟建築面積合計42.225坪，均以鋼筋混凝土加強磚造結構。廳舍僅為一層高，而風力塔則高達3層。建築主採用现代主义建筑，具有方形的外觀，平坦的屋頂，沒有任何裝飾元素。入口處設有一座標示石碑。室內主要作為辦公廳、廚房、浴室、便所等服務空間提供值班觀測員使用。
辦公廳舍旁設有一個蓄水池，這是為了適應昭和7年（1932年）宜蘭上水道建成後的現代生活設施，但目前已不存在。此外，廳舍旁原設有一棟附屬官舍，該建築為造切妻頂式典型日式建築，建築面積乙種，一棟20.025坪，目前已經改建。

## 外部連結
- 宜蘭測候所宜蘭飛行場出張所 - 文化資源地理資訊系統 （页面存档备份，存于）